# Matériau composite
Pour les articles homonymes, voir matériau (homonymie).
 (25 septembre 2022).

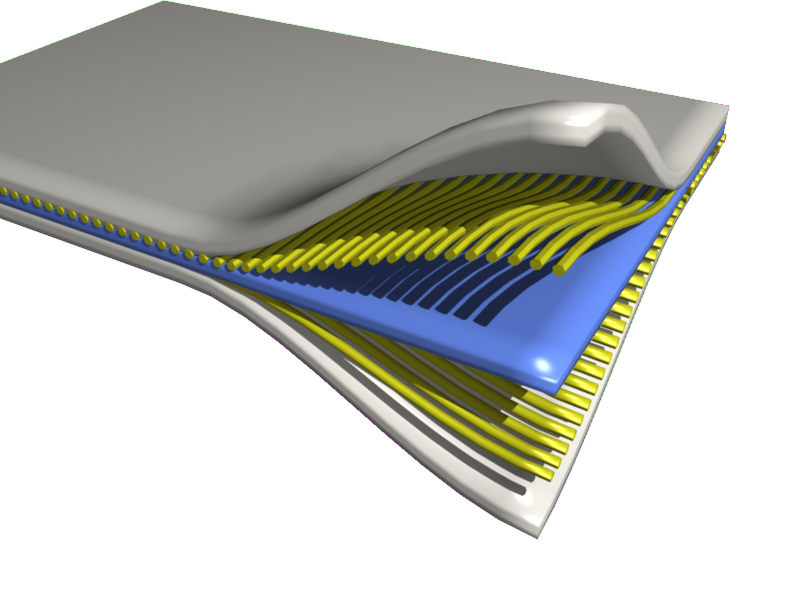
Multicouche, un exemple de matériau composite.

Un matériau composite est un matériau que la technologie moderne a analysé comme un assemblage, ou un mélange hétérogène, d'au moins deux composants non miscibles. Le résultat possède des propriétés avantageuses que les composants seuls ne possèdent pas. On distingue trois éléments d'un composite : une matrice, des renforts (souvent des grains, ou des fils ou fibres, tissés ou non, ou encore une  armature solide), et (optionnellement) une charge et des additifs. 
Il existe des composites artificiels dont les anciens, qui les utilisent depuis des temps préhistoriques, étaient bien conscients qu'ils devaient leurs propriétés favorables à leur fabrication avec deux composants, comme les torchis ou les briques de terre et de paille ; mais il existe aussi des matériaux qui semblaient homogènes aux anciens (ou aux profanes) alors qu'ils apparaissent de nos jours, au niveau microscopique, comme des composites naturels, tels que l'os, le bois ou des roches comme le grès, ou artificiels, comme les aciers durs. Comme autres exemples de composites on peut citer de la poterie comme le grès cérame, les tissus imprégnés pour les rendre imperméables, des composites de fibre de verre dans une matrice de résine polyester (improprement appelés plastiques), les pneus (composite de caoutchouc renforcé de fils (d'acier, de nylon ou autre), et les bétons (béton de ciment, ou de bitume pour l'asphalte routier). Un tel composite peut à son tour servir de matériau de base pour fabriquer un autre composite, comme le béton armé qui est composite avec une matrice de béton de ciment et des renforts d'acier. Ainsi les composites sont omniprésents. L'apport de la technologie moderne a été de mieux comprendre leur fonctionnement et leur fabrication, ainsi que de permettre de calculer à l'avance les propriétés du composite en fonction de sa composition et de son mode de fabrication. Néanmoins, la description fine des composites reste complexe du point de vue mécanique de par la non-homogénéité du matériau.

## Composition
Un composite s'analyse dans la plupart des cas comme une armature noyée dans une matrice, laquelle est en plus additionnée de diverses charges qui confèrent à la matrice (et donc au matériau dans son ensemble) des propriétés voulues . La répartition des rôles entre les composants n'est pas figée, mais en général l'armature tient le rôle structurel de supporter les principaux efforts mécaniques, tandis que la matrice assure la protection de l'armature, la cohésion de l'ensemble et certains efforts mécaniques. 

### Renforts
Le renfort est l'armature reprenant l'essentiel des efforts mécaniques. Les renforts peuvent être classés selon :
- leur composition : métal, verre, polymère, etc. ;
- leur forme :
  - fibres : courtes (0,1 - 1 mm), longues (1 - 50 mm) ou continues (> 50 mm).
  - charges renforçantes : gravier (additionné au ciment pour fabriquer le béton), sable, billes de verre, etc. ;
- leur disposition : mat (nappe de fibres en vrac non tissées), tissé, barres attachées voire soudées.

Le tableau suivant résume les dispositions possibles des différentes formes de renforts dans un matériau composite :
| Type de renfort             | Renfort non orienté                         | Renfort orienté |
| --------------------------- | ------------------------------------------- | --- |
| Fibres longues ou continues | Mat de fibres longues                       | Parallèlement les unes par rapport aux autres : renforcement unidirectionnel, Selon un angle prédéfini (45° par exemple les unes par rapport aux autres) : renforcement multidirectionnel : renfort tissé, |
| Fibres courtes              | Mat de fibres hachées, exemple : waferboard | Orientation préférentielle, exemple : panneau de grandes particules orientées (OSB) |
| Charges                     | Majoritairement                             | Orientation préférentielle possible |

Le renfort peut être seul au sein d'une matrice (composite homogène) ou associé à un renfort de nature différente (composite hybride).
Les fibres possèdent généralement une bonne résistance à la traction mais une résistance faible à la compression.
Parmi les fibres les plus employées on peut citer :
- les fibres de verre qui sont utilisées dans le bâtiment, le nautisme et diverses applications structurelles peu chargées. Le coût de production de ces fibres est peu élevé ce qui en fait l'une des fibres les plus utilisées à l'heure actuelle ;
- les fibres de carbone utilisées pour des applications structurelles visant à obtenir une plus grande légèreté et une meilleure rigidité qu'avec la fibre de verre. Elles sont obtenues par la pyrolyse d'un précurseur organique ou non sous atmosphère contrôlée. Le plus utilisé de ces précurseurs est le polyacrylonitrile (PAN). Le prix de ces fibres reste relativement élevé mais il n'a cessé de diminuer avec l'augmentation des volumes de production. On les retrouve dans de nombreuses applications dans l'aéronautique, le spatial ainsi que les sports et loisirs de compétitions (Formule 1, mâts de bateaux) ;
- les fibres d'aramide (ou Kevlar qui est une dénomination commerciale) utilisées dans les protections balistiques comme les gilets pare-balles ainsi que dans les réservoirs souples de carburant en Formule 1 ;
- les fibres de carbure de silicium sont une bonne réponse à l'oxydation du carbone dès 500 °C. Elles sont utilisées dans des applications très spécifiques travaillant à haute température et sous atmosphère oxydante (spatial et nucléaire). Leur coût de production est très élevé ce qui limite donc leur utilisation ;
- pour les composites d'entrée de gamme, un intérêt croissant est porté aux fibres végétales, comme le chanvre ou le lin (lin textile). Ces fibres ont de bonnes propriétés mécaniques pour un prix modeste, et sont particulièrement écologiques. On rencontre aussi des fibres de polyester, telles que le textilène.

### Matrices
La matrice a pour principal but de transmettre les efforts mécaniques au renfort. Elle assure aussi la protection du renfort vis-à-vis des diverses conditions environnementales. Elle permet en outre de donner la forme voulue au produit réalisé.
Il existe aujourd'hui un grand nombre de matériaux composites que l'on classe généralement en trois familles en fonction de la nature de la matrice :
- les composites à matrice organique (CMO) qui constituent, de loin, les volumes les plus importants aujourd'hui à l'échelle industrielle ;
- les composites à matrice céramique (CMC) réservés aux applications de très haute technicité et travaillant à haute température comme le spatial, le nucléaire et le militaire, ainsi que le freinage (freins céramique) ;
- les composites à matrice métallique (CMM) pour quelques applications spécialisées.

Dans le cas des CMO (composites à matrice organique) les principales matrices utilisées sont :
- thermodurcissables :
  - les résines polyesters insaturés (UP) peu onéreuses qui sont généralement utilisées avec les fibres de verre et que l'on retrouve dans de nombreuses applications de la vie courante,
  - les résines époxyde (EP) qui possèdent de bonnes caractéristiques mécaniques. Elles sont généralement utilisées avec les fibres de carbone pour la réalisation de pièces de structure performantes (véhicules et voiliers de compétition, aéronautique),
  - les résines vinylester sont surtout utilisées pour des applications où les résines polyester ne sont pas suffisantes. Elles sont issues d'une modification d'une résine époxyde et excellentes pour des applications de résistance chimique,
  - les résines phénoliques (PF) utilisées dans les applications nécessitant des propriétés de tenue aux feux et flammes imposées par les normes dans les transports civils,
  - les résines polyimides thermodurcissables (PIRP) pour des applications à haute température (environ 300 °C) et polybismaléimides (BMI) pour des applications à température intermédiaire (environ 225 °C) ;
- thermoplastiques, comme le polypropylène, le polyamide, le polyétherimide (PEI), le poly(sulfure de phénylène) (PPS) et la poly(éther-éther-cétone de phénylène) (PEEK) pour la réalisation de pièces de structure et d'aéronautique.

Dans le cas des CMC (composites à matrice céramique), la matrice peut être constituée de carbone ou de carbure de silicium. Ces matrices sont déposées soit par dépôt chimique en phase vapeur (CVD) par densification d'une préforme fibreuse, soit à partir de résines cokéifiables comme les résines phénoliques (dans le cas des matrices de carbone).
Dans le cas des CMM (composites à matrice métallique) le matériau composite est constitué :
- d'une matrice métallique (par exemple, aluminium, magnésium, zinc, nickel) ;
- d'un renfort métallique ou céramique (par exemple, fils d'acier, particules de SiC, carbone, alumine, poudre de diamant).

### Charges
Des charges (minérales, organiques ou métalliques) et additifs sont presque toujours incorporés à la matrice. Leurs rôles sont d'une infinie variété : donner une couleur, protéger le matériau de dégradations de toute sortes (oxydation par l'air, attaques chimiques, abrasion mécanique, décoloration ou destruction par les radiations ou simplement la lumière, agression par des êtres vivants -- microbes, champignons --), conférer un état de surface ou des propriétés chimiques ou physico-chimiques, etc.

## Mise en forme
La mise en forme des matériaux composites peut avoir lieu par des procédés manuels ou mécanisés. Dans l'ensemble, les outils nécessaires aux procédés mécanisés s'amortissent en produisant en moyenne et grande série ; c'est pourquoi les procédés manuels sont plus adaptés à la petite série du point de vue économique.
Parmi les procédés manuels, on distingue :
- le moulage par projection simultanée ;
- le drapage de préimprégnés (catalyse à haute température, souvent sous vide) ;
- le moulage au contact ;
- le moulage sous vide ;
- l'infusion.

Les procédés mécanisés sont :
- moulage par compression des préimprégnés :
  - SMC (Sheet Molding Compound),
  - BMC (Bulk Molding Compound) ;
- injection :
  - des thermoplastiques renforcés : moulage par injection de résine ou de pré-imprégné,
  - des thermodurcissables renforcés :
    - RTM (Resin transfer Molding) (voir aussi RTM light),
    - R.RIM (Reinforced Reaction Injection Molding) : l'équivalent de la RIM (Reaction Injection Molding) pour les matériaux composites ;
- imprégnation en continu[Quoi ?] ;
- pultrusion : l'équivalent de l'extrusion pour les matériaux composites ;
- pull-winding ;
- formage de plaque, estampage des TRE (Thermoplastiques renforcés estampables) ;
- enroulement filamentaire ;
- moulage par centrifugation.

## Exemples
Quelques exemples de matériaux composites :
- les composites naturels :
  - le bois et les textiles naturels sont des composites à base d'une matrice en lignine et hémicellulose et de renforts en fibre de cellulose,
  - l'os est un composite à base d'une matrice en collagène et de renforts en hydroxyapatite,
- les composites artificiels :
  - les matériaux rigides communément appelés « fibre de verre » et « fibre de carbone » sont des composites respectivement de fibres de verre et fibres de carbone et de diverses résines rigides (notamment époxyde),
  - le Micarta est un composite de fibres (initialement coton ou papier) imprégnées à haute pression avec des résines phénoliques durcissantes telles que la Bakélite,
  - les panneaux de bois agglomérés comme le contreplaqué utilisé en menuiserie, construction, ébénisterie,
  - les cloisons de plaques de plâtre, très utilisées dans le bâtiment hors intempéries ;
  - les bétons, formés de granulats (durs et solides) fixés dans une matrice d'un liant relativement plus souple ;
  - le béton armé en génie civil est un composite de béton de ciment et d'acier ;
  - le GLARE, composé principalement d'aluminium et de fibre de verre, est utilisé en aéronautique ;
  - l'acier damassé, composé de plusieurs feuilles d'acier de nuances différentes ;
  - le composite dentaire ;
  - l'amalgame composite pouvant remplacer une dent.

## Histoire
Le contenu de cette section est principalement tiré de l’œuvre Éloge du mixte : Matériaux nouveaux et philosophie ancienne de Bernadette Bensaude-Vincent. Cet ouvrage écrit par une philosophe et historienne des sciences retrace l'histoire des composites depuis les interrogations des pensées fondatrices de l'antiquité jusqu'à 1998, année de sa parution.

### Étymologie
Le mot « matériau » vient du latin « mater » qui signifie mère, puissance génératrice. En grec, ce mot est associé à « hulé » et « silver », termes désignant respectivement les différentes espèces de bois et la forêt, puissance germinatrice.
À l’origine, ce mot possède donc une connotation sauvage. Il faut se confronter à la nature pour obtenir un matériau et pouvoir installer le monde organisé des humains. Les matériaux sont donc porteurs d’un grand défi.
Le mot « composite » vient du latin « compositus » qui signifie mélange. Il signifie également la combinaison de plusieurs arts dans une même structure. Pour le cas des matériaux, il s’agit donc d’allier plusieurs matériaux aux propriétés diverses afin de n’en faire qu’un.

### Des matériaux anciens
Par rapport à l’histoire humaine, l’appellation « matériau composite » est très récente. Pourtant, ces types de matériaux existent depuis longtemps, bien que sous une forme différente de celle connue depuis le XXe siècle.
L'un des premiers matériaux composites utilisé par l’être humain fut le bois. En effet, ce matériau naturel est composé d’une matrice (la lignine) et d’un renfort en fibre (cellulose), ce qui en fait un composite. Le bois possède diverses qualités (résistance, légèreté, maniabilité, etc.) et c’est ce qui lui a permis de devenir le matériau le plus utilisé de l’histoire humaine.
À travers les époques, les sociétés ont souvent utilisé des mélanges aujourd'hui compris comme avec des matériaux composites. Il y a par exemple le bitume renforcé par de la paille hachée en Mésopotamie (au 3e millénaire) utilisé pour entre autres imperméabiliser les sols et pour étancher les coques des bateaux. Il y a également du mortier romain, un mélange de chaux éteinte, d’eau et de sable avec des renforts en tuileaux pliés ou cailloux. Le but de ces mélanges est la création d’un matériau avec de meilleures propriétés.

### Matériaux artificiels
L’étude et la création de substances artificielles débutent au XVIIe siècle, après une longue controverse entre les alchimistes et leurs opposants, citant Aristote pour condamner toute association qui rivaliserait ainsi avec la nature.
À partir du XVIIIe siècle, l’Europe commence à se pencher sur le factice, c’est-à-dire remplacer certains éléments de base par d’autres créés par l’humain. Il y a là une véritable volonté politique et une utilité sociale d’y arriver, notamment pour éviter la dépendance à certaines matières premières et pour accroitre la rentabilité économique des nations, bien que les coûts de départ soient très importants. Les nations se tournent alors vers les entreprises pour développer le domaine, mais ces dernières ne partagent que les résultats et empêchent la diffusion de ce nouveau savoir.

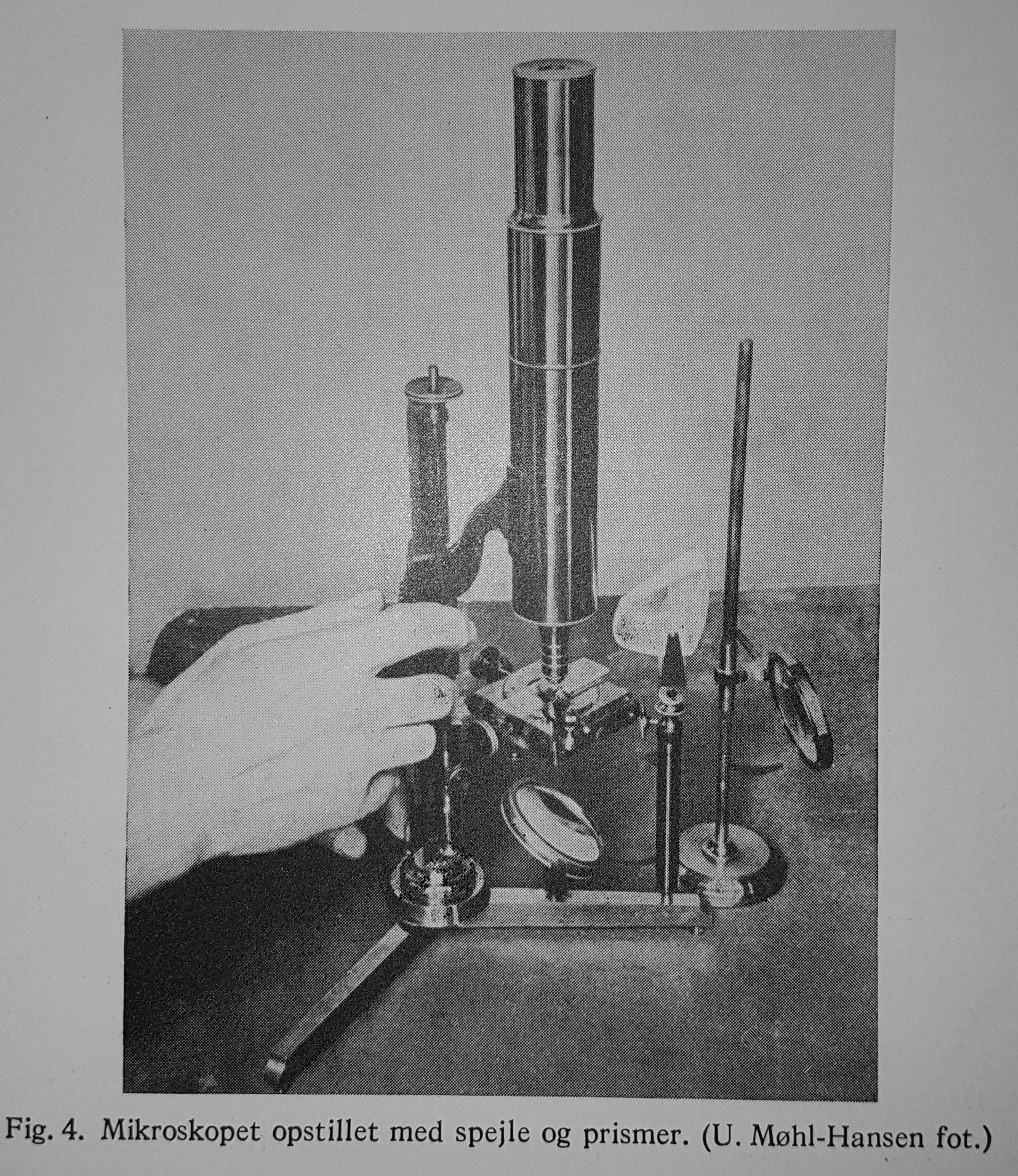
Premières utilisations des microscopes pour les composites.

Des physiciens, chimistes et autres scientifiques cherchent alors un moyen de transmettre cet art des matériaux précieusement gardé par les corporations. L’académie des sciences aura une très grande influence dans cette diffusion, notamment par le biais d’une collection d’ouvrages appelée « Descriptions des arts et métiers ». Son but est de promouvoir la technique et augmenter l’économie nationale. La science reste tout de même en retard par rapport aux entreprises, notamment à cause du coût exorbitant des recherches. Il est jugé préférable de miser sur les manufactures qui peuvent faire un grand nombre d’essais pour tenter d’obtenir des résultats.
Au XIXe siècle, la révolution industrielle change drastiquement le mode de fonctionnement des entreprises. Pour répondre aux nouveaux besoins techniques des productions à la chaine, des laboratoires d’essais et de recherches vont être systématiquement implantés dans les usines. Les recherches sont encore principalement empiriques et se soldent souvent par des erreurs.
C’est en Europe, à la fin du XIXe siècle, que débutent les recherches dans le milieu universitaire. Les premières études sur les métaux, faites par des physiciens et non des métallurgistes comme c’était le cas jusque-là, amènent des questionnements sur les structures microscopiques et les alliages. Ces physiciens réalisent qu’en associant certains métaux aux propriétés diverses, ils obtiennent de meilleures performances. C’est le début de l’optimisation des matériaux. Grâce à l’avancée des technologies et l’utilisation du microscope, les possibilités semblent être infinies. Mais là encore, les progrès avancent majoritairement à tâtons.
La fin du XIXe est marquée par des guerres économiques dans l’industrie entre la France, la Grande-Bretagne et l’Allemagne. Les nations créent des stratégies de recherches et investissent sans compter afin d’obtenir le produit le plus intéressant. « La création de laboratoires de recherches […] et des investissements lourds signifient que la science est intégrée à la stratégie industrielle et qu'elle devient une arme offensive. » En parallèle, les pays investissent dans la recherche de matériaux de synthèse pour éviter la dépendance, comme ce fut le cas pour le caoutchouc.

### Naissance

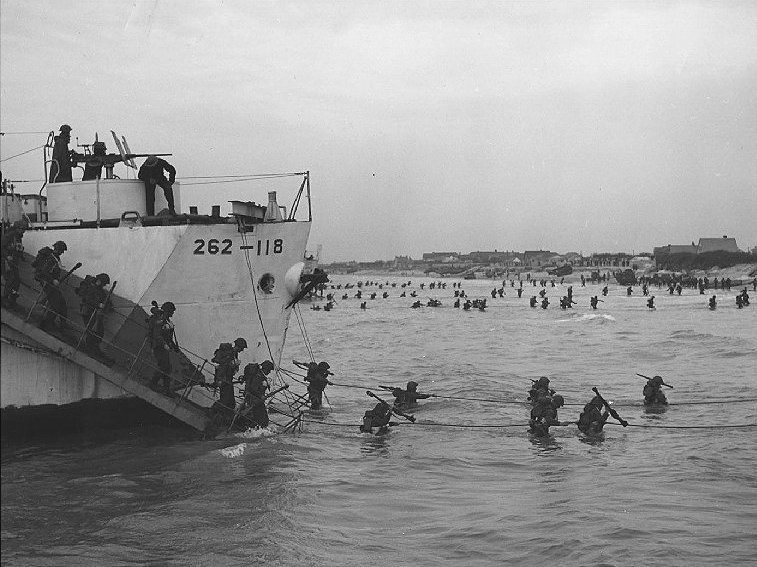
Premières grandes utilisations des plastiques renforcés dans les coques de bateau.

Bien que son origine semble remonter à l'Antiquité, le plastique est réinventé en 1910 comme substitut à l’ivoire des boules de billard, mais ce n’est qu’à partir des années 1930 que les scientifiques étudient les polymères et les fibres, à la base du plastique et des matériaux composites. Les grandes recherches sur le plastique renforcé débutent, financées par les gouvernements et des investisseurs privés. Malgré les immenses investissements, les premiers produits fabriqués en polymère ou en résine renforcée restent des exploits isolés et les applications dans la vie courante sont quasiment inexistantes.
En 1939, la fabrique française « Manufacture d’isolants et d’objets moulés » combine résine et fibre de verre. Tout d’abord utilisé pour renforcer les hélices d’avions et les cannes à pêche, ce matériau composite est ensuite utilisé dans la construction navale lors de la Seconde Guerre mondiale, puis dans l’aéronautique durant l'après-guerre. Avec leurs nombreux financements, les États-Unis, la Grande-Bretagne et le Japon sont les instigateurs du développement des plastiques renforcés en fibre de verre. N’ayant pas le savoir-faire pour mouler et utiliser les résines, les procédés de fabrication vont être très largement modifiés entre 1946 et 1951. Le moulage de la résine et le placement des fibres s'apparentent à de la haute-couture (tissage, drapage et tressage) et les ouvriers réapprennent un savoir-faire d'artisan.

### De la haute performance à la production de masse

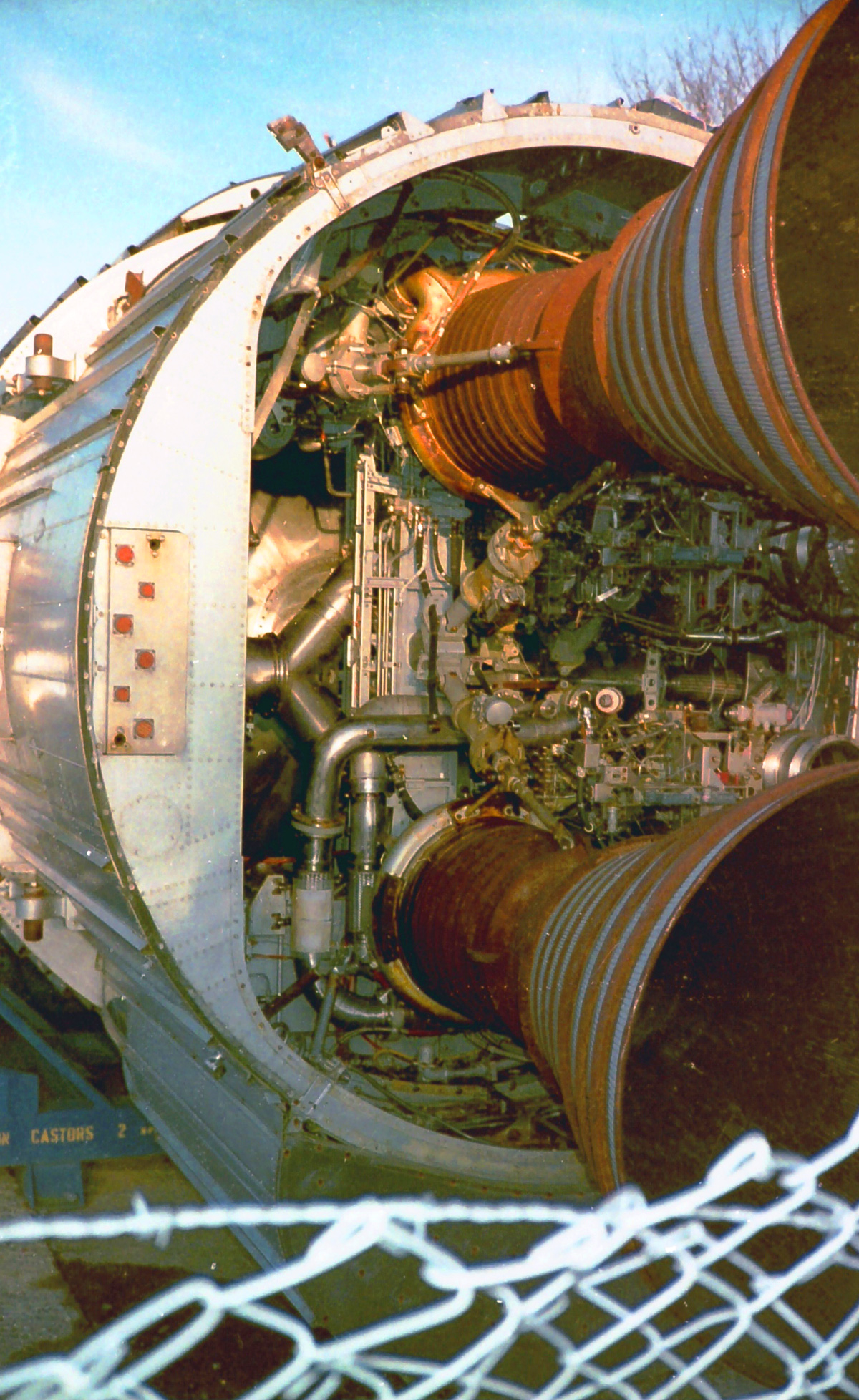
Vue du dessous de l'ancienne fusée Europa.

La guerre froide éclate. Pour répondre aux besoins de la conquête spatiale et de la course à l’armement nucléaire, l’URSS et les États-Unis développent des matériaux de haute performance alliant légèreté, résistances diverses et autres propriétés inédites. La rivalité entre les deux puissances permet une forte augmentation de la connaissance scientifique en matériaux composites. C’est à cette époque que naît auprès de la population l’image de la science motrice de l’histoire des matériaux composites, c'est-à-dire uniquement basée sur la recherche théorique en laboratoire, qui pousse parfois à laisser dans l'ombre les recherches empiriques initiales.
Les premières applications du plastique renforcé en fibre de verre ont lieu dans l’aviation civile et militaire dans les années 1960, puis dans la construction quelques années plus tard. En France, des associations professionnelles reconnaissent l’apparition d’un nouveau type de matériau. La production mondiale de plastique renforcé est de 666 000 tonnes en 1968 (dont plus de la moitié par les États-Unis). Les secteurs en consommant le plus sont la construction, le spatial et le naval. Il y a alors beaucoup d'espoir dans ces nouveaux matériaux aux propriétés inédites, notamment dans le secteur automobile et en vue d'une future diffusion de masse.
Toutefois, l’avenir des matériaux à haute performance est incertain dans les années 1970 car mis à part le plastique renforcé, ils restent trop chers.
Entre 1970 et 1980, le secteur des matériaux composites s’étend à la grande consommation. Les gouvernements définissent alors une politique de recherche & développement plus rapide que celle des grands programmes spatiaux et aident financièrement les entreprises. Le but est maintenant de généraliser les propriétés de ces matériaux de haute performance utilisés dans l’aéronautique pour obtenir des produits moins coûteux qui puissent être diffusés en masse.

### XXesiècle: l'âge d'or
Source.

La diversité des matériaux composites est alors importante. De nombreuses missions sur les matériaux commencent aux États-Unis à partir des années 1970 et se propagent en Europe dans les années 1980. C’est l’âge d’or des matériaux composites. On laisse libre cours à l’imagination, à la recherche et les développements ne sont pas limités budgétairement. Une « mission matériau » censée recenser l'entièreté des composites est lancée en 1982, mais le projet est abandonné car la quantité de matériaux la rend irréalisable. Le grand public voit l’apparition de nouveaux matériaux de qualité créés sur mesure. « De préalable à tout geste technique, de contrainte pour tout geste technique, le matériau est devenu un objet lui-même à façonner, c'est-à-dire qu'il est devenu lui-même un objet technique, qu'il est désormais dessiné, conçu, élaboré et matérialisé ». Désormais la matière possède une fonction.
Il est alors question de grande nouveauté car ces produits sont souvent présentés par les gouvernements ainsi que les producteurs de composites comme une conséquence directe des grandes aventures spatiales et nucléaires survenues pendant la guerre froide. Il faut toutefois nuancer le terme nouveau pour deux raisons. D'une part, les procédés de fabrication des composites sont en partie inspirés d'un savoir-faire plus ancien. D'autre part, le concept de mélange et de fonctionnalisme à la base des matériaux composites est omniprésent dans la nature et ce concept n'est donc pas complètement nouveau.

### Impact des composites sur l'industrie et l'emploi
Sur une période de trente ans (1950-1980), le développement des composites se traduit par l’explosion des PME (30 000 employés dans les matériaux composites dont 5 % dans les matériaux haute performance). L’identité de ces professionnels des matériaux n'est pas clairement définie car ce secteur a subi une redéfinition globale demandant un effort supplémentaire en amont de la production et un savoir-faire supplémentaire pour les ouvriers, ce qui s’oppose à la production en chaine. Le métier de chaque acteur n’est plus clairement défini. De nombreux scientifiques migrent vers l’industrie tandis que les ouvriers acquièrent des connaissances physiques ou chimiques.
Des écoles d’ingénierie et des universités dispensent des formations spécialisées de haut niveau(bac +4 ou +5). Cependant, comme une partie des travailleurs ont au plus une formation de technicien, ils se forment sur le tas, en entreprise. Par rivalité économique, ces dernières ne divulguent que très peu les connaissances ainsi acquises et le savoir se transmet lentement. Pour les acteurs de ce domaine, il n’y a pas de formation préalable dans les matériaux. On l’acquiert en faisant de la physique, de la chimie et par l’expérience pratique.
Les matériaux composites vont permettre de faire revivre un artisanat voué à disparaitre. Des ouvriers acquièrent ainsi une technique extrêmement précise qui est difficilement intégrable dans une production à la chaine. Bien que la production automatisée en série reste, pour les promoteurs du composite, un idéal à atteindre pour le plein développement de ce secteur, le savoir tacite accumulé par le travail artisanal et l’expérience sont tout de même reconnus comme des facteurs d’innovation non négligeables. C'est notamment cette accumulation de gestes, de consciences professionnelles et de trouvailles qui ont pu simplifier et optimiser le travail ou encore diminuer le risque de défaut. Cependant, cette production artisanale est lente et couteuse, ce qui rend les entreprises de composites moins concurrentielles face à l'industrie des matériaux non-composites. Pour y remédier, les entreprises vont réussir à séparer la production en deux phases : une première phase artisanale de préparation durant laquelle les ouvriers préparent un semi-produit et une seconde phase de moulage en continu plus facilement automatisable durant laquelle ce semi-produit est achevé.

### La désillusion des retombées
La forte hausse du développement des matériaux composites de la fin des années 1980 (+10 %/13 % de production) laisse place à une importante diminution au début des années 1990 (−4,5 %).
En effet, la récession du début des années 1990 oblige les gouvernements à couper les budgets alloués à ce domaine. De plus, ils réalisent que les performances restent chères par rapport à l’utilisation courante et que les grands projets (notamment la conquête spatiale et l'utilisation du nucléaire) n’ont pas eu les retombées escomptées. Il y a peu d’application directe dans la vie courante. Cette technologie sur mesure ne semble pas encore compatible avec la diffusion de masse, bien qu’elle continue à être utilisée dans plusieurs domaines, notamment le sport de haut niveau, l’automobile ou encore l’aviation.

### Des matériaux inspirés de la nature
Les recherches et l’intérêt pour ce domaine reprennent une fois la crise passée. Le nombre de matériaux composites est alors en constante expansion. La compétition entre les matériaux, la diversité des types de compositions ainsi que la perpétuelle évolution des cahiers des charges nécessitent des outils de comparaison simples et efficaces. La rencontre avec l’informatique et la globalisation de bases de données structurées permet de répondre à cette demande, notamment grâce à des logiciels de sélection des matériaux ou des procédés de fabrication, à des modules d'estimations des coûts et à des bases de données sur mesures. L'arrivée de l’intelligence artificielle et de la CAO (conception assistée par ordinateur) dans ce domaine va permettre des études de cas très précises et la création d'algorithmes génétiques permettant de trouver les meilleures solutions ou les meilleurs compromis pour chaque situation. Le choix est dès lors plus facile et plus adapté, ce qui permet une économie de matière et d'argent.
À partir des années 2000, les chercheurs s'intéressent à la structure des matériaux naturels car la plupart sont multifonctionnels (la peau sert par exemple à la fois de barrière et de membrane). La richesse de ces matériaux se trouve dans la multitude des possibilités d'arrangements à l'échelle moléculaire.
L'ensemble des connaissances sur les matériaux ne peut alors plus être exploitée uniquement par la démarche « essai-erreur » du XXe siècle. En effet, les chercheurs savent désormais que les propriétés globales d'un matériau composite dépendent de sa structure, des propriétés mécaniques au niveau moléculaire, des paramètres de la résine et des fibres, des divers phénomènes physiques et/ou chimiques auxquels il va être confronté lors de sa fabrication et de son utilisation, ainsi que d'autres paramètres des matériaux. Pour comprendre le comportement global d'un matériau et pouvoir concevoir des matériaux optimisés pour un cahier des charges complexe, les acteurs du domaine vont alors avoir recours à des modélisations. Ces découvertes ainsi que les nouveaux outils informatiques changent la façon de penser matériaux : ils sont dès lors réfléchis non plus pour une seule application spécifique mais bien pour répondre à des critères parfois opposés et ainsi satisfaire un ensemble de propriétés.
Dans le domaine des nanotechnologies, les matériaux composites, porteurs d'utopie, permettent tout puisque les matériaux sur mesure peuvent être fabriqués atome par atome. Selon Mme Bensaude-Vincent, « La matière est tellement informée qu'une molécule elle-même devient une machine. » Il est désormais question de machine moléculaire, d'une matière qui accomplit elle-même plusieurs fonctions. Dans ce domaine, le multifonctionnel est devenu un modèle.

### S'affranchir de la matière
Le XXe siècle est un siècle qui cherche à s'affranchir de la matière. Les matériaux composites ont été conçus par des travailleurs, puis également par des physiciens et des chimistes, dans le but d'améliorer la matière, de la rendre fonctionnelle et non plus juste structurale ou décorative comme c'était le cas auparavant. Il y a un recul de la consommation de matériaux par les producteurs de matériaux composites. En effet, la performance et les propriétés nécessitent moins de matière. La Tour Eiffel en est un bon exemple : sa construction a nécessité 7 000 tonnes d'acier alors qu'à la fin du XXe siècle, 2 000 tonnes de composites auraient suffi. Cela s'inscrit dans une évolution globale liée à nos modes de vie (l'intelligence et la réflexion priment sur la quantité). Les connaissances acquises au XXIe siècle en matière de matériaux et de composites permettent de continuer ce processus d'optimisation qui répond à des demandes de plus en plus précises et qui semblent souvent incompatibles. Yves Bréchet donne un exemple de ces contraintes qui s'opposent en citant le cas du fil électrique : « […] évidemment il doit conduire l'électricité, ce qui nous impose plus ou moins de faire un métal […] et si j'avais fait ça simplement bêtement, je n'aurais pas fait un câble, mais une canne. Donc pour pouvoir faire un câble j'aurai rajouté la flexibilité, flexibilité intrinsèquement contradictoire avec la liaison forte qu'on a dans les métaux. »
Selon Mme Bensaude-Vincent, il y a un décalage entre les possibilités qu'ouvrent ces nouveaux matériaux et le discours des innovateurs du composite, notamment dans le domaine des nano et biotechnologies. Ces derniers raisonnent de façon très classique, c'est-à-dire qu'ils disent vouloir contrôler la matière, voire s'en affranchir alors que ce qu'ils font s'apparente plus à un partenariat avec la nature qu'à une domination.

### Environnement
La plupart des composites sont à base de polymères thermodurcissables, ce qui les rend difficilement recyclables. Cette contrainte va donc à l'encontre du développement durable. On peut aussi voir de nouvelles recherches axées sur les biocomposites notamment avec des fibres issues de plantes ou de champignons comme les mycomatériaux. Les biocomposites sont des matériaux formés par une matrice (résine) et un renfort de fibres naturelles provenant usuellement des plantes ou de la cellulose (fibre de bois, chanvre, etc.). De plus, ils contribuent au respect de l'environnement car ils sont biodégradables, utilisés dans l'ingénierie des tissus, des applications cosmétiques et de l'orthodontie. Ces biocomposites ne sont pas encore prêts à être mis sur le marché pour des secteurs de pointe. L'industrie française s'intéresse grandement à ce type de matériau.
Un composite n'est entièrement biodégradable que si la matrice utilisée, en plus de fibres naturelles, l'est elle-même (par exemple, PLA, acide polylactique). Dans le cas où on emploie une résine de type « classique » (polyester, époxyde, etc.), l'intérêt d'utiliser des fibres naturelles comme renfort sera le caractère renouvelable de celles-ci, mais on ne pourra pas parler de composite biodégradable. Les matériaux composites ont un impact sur l'environnement.

## Usages
Dans la pratique, les usages des matériaux composites sont nombreux. Parmi ceux-ci, il y a plusieurs domaines dans lesquels les applications sont diverses. Il y a par exemple l’automobile, l’aviation, la recherche spatiale ou encore le sport. Au niveau sportif, des équipements tels le ski, la raquette de tennis ou encore la canne de hockey peuvent être cités. De nouveaux objets comme les prothèses ont aussi été grandement améliorés et ont servi aussi bien au handisport qu’au quotidien de personnes souffrant de handicaps, permettant à certaines personnes de poursuivre leur activité professionnelle par exemple.

### Application dans le sport
L’innovation dans le sport peut avoir plusieurs objectifs bien distincts : développer un sport, par exemple en augmentant le rendement et les performances ou en accroissant son caractère spectaculaire, créer de nouveaux sports grâce aux inventions technologiques ou encore ouvrir un sport à un plus grand nombre de pratiquants.
L’aspect financier et la concurrence entre les différentes entreprises peuvent également apporter un aspect négatif à ces grandes innovations. Si une entreprise investit sur la recherche dans les matériaux composites via un laboratoire ou un bureau d’étude, ses concurrents se voient contraints d’en faire de même sous peine de disparaître.
Deux exemples permettent d’illustrer cela. Tout d’abord le ski alpin dans lequel l’innovation a pour but de développer le sport de compétition ou de loisir et, ensuite, le handisport qui montre comment certaines avancées ont ouvert aux personnes souffrant d’un handicap l’accès à de nouveaux sports.

#### Impact des composites sur le ski alpin
Le ski est apparu plusieurs milliers d’années av. J.-C. sous forme de simples planches de bois servant à se déplacer sur la neige. Il a donc toujours été lié aux composites. C’est à la fin du XIXe siècle que les premières compétitions de vitesse sont organisées et que l’on commence à le développer. Le début du XXe siècle se caractérise par l’industrialisation du ski alpin avec comme point d’orgue, les premiers Jeux Olympiques d’hiver à Chamonix en 1924, bien que le ski alpin apparaisse uniquement à Garmisch-Partenkirchen en 1936. À cette époque, les skis étaient composés essentiellement de bois et ce n’est que plus tard que des skis hybrides composés en partie de matériaux composites (autres que le bois) feront leur apparition. Dès 1950, à la suite de la Seconde Guerre mondiale, bon nombre d’évolutions seront apportées (matériaux, fixations, bâtons, etc.).

Schéma de la structure d'un ski.

Le ski peut être considéré comme une poutre multicouche hétérogène composée de divers éléments. Parmi ceux-ci, plusieurs sont faits, tout au moins en partie, en matériaux composites. Il y a notamment le noyau, partie centrale du ski, encore fait le plus souvent en bois lamellé-collé qui permet de mécaniser les fibres afin d’augmenter la performance. Pour les rendre plus rigides, les skis de courses peuvent être équipés de plaques en titane ou autres matériaux extrêmement rigides. D’autres pièces que le noyau utilisent également la technologie propre aux composites. On peut citer en exemple une couche de composite avec un renfort fibre de verre/résine époxy au-dessus de la semelle ou encore des renforts en alliage d’aluminium combinés à ceux en verre/époxy.
Le ski est une structure extrêmement hétérogène puisqu’il est composé de plusieurs éléments de nature très différentes qui, eux-mêmes, peuvent être composés d’un ensemble composite.
D’autres équipements ont été étudiés afin d’augmenter les performances. Les casques, par exemple, sont confectionnés avec les matériaux ayant le moins de résistance possible à l’air et cela parfois en dépit de la perte de résistance donc de sécurité que cela engendre.
Plusieurs choses peuvent complexifier la recherche et l’utilisation de nouvelles technologies. Tout d’abord, le règlement sportif peut limiter les améliorations. C’est ce qui est arrivé au skieur canadien Ken Read en 1979 à la suite de sa victoire dans la descente de Morzine-Avoriaz. Il fut disqualifié car sa combinaison hybride s’avéra non conforme aux normes de perméabilités autorisées par le règlement de la fédération internationale de ski. Cela permet de voir l’un des aspects néfastes des avancées technologiques : l’innovation au service de la tricherie, c’est-à-dire utiliser de nouvelles technologies pour essayer de contourner les éventuelles failles du règlement. De plus, la performance n’est pas le seul aspect recherché par l’innovation. Le confort, par exemple, est l’élément essentiel du vacancier allant skier. Ce ne sont pas forcément les mêmes matériaux qui vont être utilisés dans le sport de pointe ou de loisir et c’est ce qui rend complexe la recherche pour les différentes marques ne pouvant pas agir sur tous les fronts simultanément. Pour finir d’illustrer cela, l’exemple de la sécurité évoqué précédemment est parlant. Dans le sport de pointe, certaines requêtes au niveau de la performance ont pu amener le développement de matériaux extrêmement aérodynamiques, parfois au détriment de la sécurité. Dans le sport loisir, c’est généralement l’inverse et la sécurité est l’un des critères primordiaux pour séduire le consommateur.
L’exemple du ski permet d’illustrer toute la complexité des avancées technologiques dans le sport et, en particulier, des matériaux composites. En plus d’avoir un équipement complexe composé de plusieurs composites différents, les propriétés recherchées varient énormément en fonction du type d’utilisation souhaitée.

#### Cas du handisport ou de l'homme «hybride»

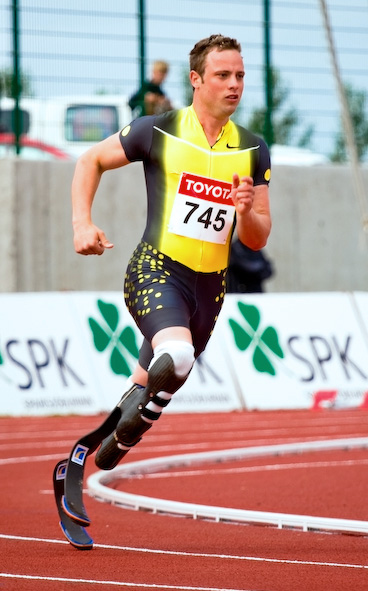
Oscar Pistorius lors du relais 4 × 400 mètres des championnats du monde d'athlétisme 2011.

Dans le cadre du handisport, la prothèse fait partie intégrante de la performance de l’athlète. Le composite n’est plus un objet « externe » au corps mais bel et bien un prolongement direct du corps de l’athlète. Cette substitution donne naissance à une catégorie d'humains définis comme « hybrides » (mélange de corps humain et de technologie). L’hybridation produit une compensation adaptative et une attribution fonctionnelle du corps. Selon Henry Dougan, l’hybridation est bivalente : « Les processus d’hybridation perturbent les frontières fixées, ceux-ci peuvent provoquer des réactions brutales visant à renforcer des marqueurs essentialistes » ou pour Jean-Michel Besnier, la technique nous force à tout réinventer que ce soit l’humain, la morale ou bien les valeurs. Faire corps avec la technique n’est plus seulement un habitus mais bel et bien une réelle modification de soi. L’hybride est un mixte et un mélange confus car la délimitation entre la nature et l’artifice produit un trouble identitaire.
Avant les années 1960, date à laquelle vont se dérouler les premiers Jeux paralympiques officiels à Rome, la distinction n’est pas encore faite entre l’athlète valide et celui non-valide car la notion de handicap reste encore mal définie dans le cadre sportif. Il était donc d’usage de voir des athlètes, quels qu’ils soient, participer aux mêmes épreuves sportives ; par exemple Károly Takács, tireur hongrois amputé de la main droite en (1948) ou George Eyser, gymnaste unijambiste (1904). Ce n’est qu’après 1960 que la distinction est faite, mais celle-ci engendre tout de même des controverses.
Dans les questionnements actuels sur les frontières de l’humain, le cas le plus connu est celui d’Oscar Pistorius, sportif sud-africain doublement amputé des jambes. Il doit être considéré comme une exception puisque bien qu’il ait deux prothèses, il court avec les valides et cela engendre de vastes controverses. Il s’agit donc d’un athlète handicapé ayant couru à la fois en handisport et avec les valides.
Il semble être l’incarnation même du développement de l’intervention biotechnologique qui bénéfice elle-même des avancées liées aux matériaux composites, à tel point que ses performances seraient inégalables sans l’aide de la technologie :
« La taille de ses prothèses augmenterait celle de ses foulées. Là où l’appareillage de ses adversaires simples amputés ne peut dépasser en taille la jambe valide, Pistorius est accusé d’avoir profité de sa double amputation pour se grandir artificiellement. »
La controverse réside dans le fait que la performance potentiellement supérieure à celle des athlètes valides est possible uniquement avec un appareillage qui remplace une partie du corps de l’athlète. La situation autour de sa classification sportive démontre qu’Oscar Pistorius est un « mixte » problématique : il est à fois humain et machine. Son corps sportif est une hybridation dotée d’une prothèse composée de lames en fibres de carbone. En tant que « sportif handicapé » son hybridation technologique est une obligation liée à sa discipline mais peut être jugée trop importante en comparaison avec d'autres athlètes.
L’aide mécanique, possible notamment grâce aux développements des matériaux composites qui constituent les prothèses des athlètes, peut favoriser la création de « surhumains aux performances inégalables ». Le handisport est directement témoin de cette évolution mettant à profit différentes technologies.

## Description mécanique

### Formalisation
Le comportement d'un matériau composite se décrit de la façon suivante, en utilisant le formalisme euclidien de la mécanique des milieux continus :
- différents matériaux forment le composite (on parle de « phases », caractérisées par leur fraction volumique et leur géométrie) ;
- à l'intérieur de chaque phase, le matériau peut se déformer et subir des contraintes. La déformation se fait selon la loi de comportement du matériau en question (que l'on connaît) : pour le cas élastique linéaire ;
- il y a équilibre des forces volumiques, soit, dans chaque matériau i : si l'on néglige la force de pesanteur devant les forces appliquées au matériau (pression, traction, cisaillement) ;
- enfin, l'agrégation des comportements de chaque matériau simple, pour aboutir au comportement du composite, nécessite de décrire l'équilibre des forces entre deux matériaux « collés », en chaque point de leur surface de contact. Cette condition est que la force exercée par le matériau 1 sur le matériau 2 à la surface de contact (si désigne le vecteur unitaire perpendiculaire à la surface) doit être opposée à celle exercée par le matériau 2 sur le matériau 1. Ceci implique une certaine continuité du champ de contraintes : on doit avoir (en chaque point des surfaces de contacts des matériaux mélangés dans le composite). C'est par cette condition qu'intervient la microgéométrie du mélange dans la détermination du comportement du composite. Ainsi, en mélangeant des matériaux isotropes selon une géométrie non isotrope (fibres, feuilles, etc.), on obtient un composite non isotrope mais dont les propriétés mécaniques sont issues des celles des matériaux initiaux ;
- ainsi, le matériau composite est décrit en chacun de ses points. La loi de comportement du composite qui en résulte doit pouvoir faire le lien entre les déformations microscopiques et les contraintes macroscopiques (c'est-à-dire leurs valeurs moyennes, car par exemple si l'on mélange un matériau mou et un dur, les déformations microscopiques seront très variables selon le matériau, et c'est la déformation globale que l'on observera à l'échelle du composite). Cette loi de comportement du composite est dite « effective » : on note dans le cas linéaire.

### Résolution
Le problème précédent ne se résout pas simplement, sauf dans le cas de géométries très simples (inclusions sphériques, fibres, feuilles empilées, ou de manière générale dans le cas d'inclusions de forme ellipsoïdale).
Des recherches visent à décrire le comportement du composite sans forcément en connaître la géométrie exacte, en essayant de borner l'énergie de déformation du composite (l'énergie de déformation d'un matériau test). On peut ainsi citer les bornes de :
- Voigt et Reuss : les cas extrêmes de ces inégalités sont atteignables par des géométries de couches empilées. D'ailleurs, on retrouve ici un résultat constant de la physique : la résistance électrique d'un assemblage de résistances est la somme des résistances lorsqu'elles sont en série, ou est l'inverse de la somme des inverses quand elles sont en parallèle (résultat similaire également avec un assemblage de ressorts). La différence est qu'ici la loi de comportement n'est pas décrite par un scalaire (comme c'est le cas pour une résistance électrique ou une raideur de ressort), mais par une grandeur multidimensionnelle (le tenseur d'ordre 4). Note : ici[Quoi ?] désigne la moyenne de[Quoi ?] sur tout le volume du composite ; et l'inégalité entre tenseurs s'entend au sens où pour tout tenseur on a[Quoi ?] ;
- Hashin et Shtrikman : bornes plus précises, dans le cas isotrope.

La mécanique des composites est encore un domaine de recherche théorique active : comportement mécanique ou électrique, linéaire, non linéaire, viscoélastique, avec fissures ou plasticité, flambage, etc.
Une limite de cette modélisation est que l'on ne peut pas connaître de manière précise la microgéométrie d'un composite réel : il y a toujours des défauts ; mais la modélisation permet de décrire de manière assez précise la loi de comportement.
Un autre intérêt de cette recherche théorique entre la géométrie d'un composite et sa loi de comportement est le mode de réalisation d'un matériau dont les caractéristiques mécaniques ont été obtenues par une optimisation informatique.